# NGC 1555
NGC 1555 je promjenljiva maglica u zviježđu Biku. Spada u Herbig-Tarove objekte. Osvjetljuje ju zvijezda T Tauri, koja se nalazi u zviježđu Biku. Veličina ove maglice se mijenja s magnitudom ove zvijezde. U Sharplessovu katalogu je NGC 1555 pod brojem 238.

## Vanjske poveznice
- SEDS: NGC 1555